# Grzegorz Gwiazdowski

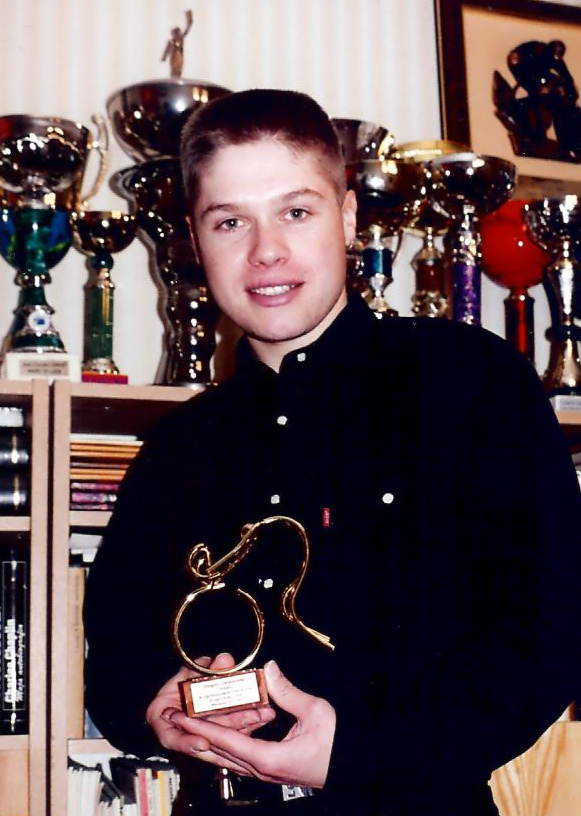
Grzegorz Gwiazdowski mit der Auszeichnung „Radsportler des Jahres“ von Polen

Grzegorz Gwiazdowski (* 3. November 1974 in Lubawa) ist ein ehemaliger polnischer Radrennfahrer.

## Sportliche Karriere
1998 wurde Grzegorz Gwiazdowski Profi beim französischen Cofidis-Team und gewann die Silbermedaille bei den polnischen Meisterschaften hinter Tomasz Brożyna. Außerdem belegte er im selben Jahr den vierten Platz beim GP Ouest France-Plouay. Seinen größten Erfolg erzielte Gwiazdowski in der Saison 1999, als er bei der Meisterschaft von Zürich siegte. Er ist damit der erste und einzige Pole, der ein Eintagesrennen des bis 2004 ausgetragenen Rad-Weltcupsfür sich zu entscheiden konnte. 1999 gewann er außerdem die Tour de l’Ain und wurde in der Weltcup-Gesamtwertung wurde auf Rang 13 geführt. 1998 und 1999 starteten er bei UCI-Straßen-Weltmeisterschaften: 1998 wurde er 31. im Straßenrennen, im Jahr darauf konnte er das Rennen nicht beenden.
Im Jahr 2000 wechselte Gwiazdowski zum Team La Française des Jeux und nahm zum ersten und letzten Mal an der Tour de France teil. Gwiazdowski fuhr nach Paris durch und beendete die Frankreich-Rundfahrt auf Platz 106. Beim Giro d’Italia belegte er zuvor den 58. Rang.

## Ehrungen
1999 wurde Grzegorz Gwiazdowski „Radsportler des Jahres“ von Polen.

## Palmarès
1998
- eine Etappe Tour de l’Ain
- Polnische Meisterschaft – Straßenrennen

1999
- Gesamtwertung Tour de l’Ain
- Meisterschaft von Zürich

## Grand-Tour-Platzierungen
| Grand Tour            | 1998 | 1999 | 2000 |
| --------------------- | ---- | ---- | ---- |
| Giro d’ItaliaGiro     | –    | –    | 58   |
| Tour de FranceTour    | –    | –    | 106  |
| Vuelta a EspañaVuelta | DNF  | DNF  | –    |

## Teams
- Cofidis (1998–1999)
- La Française des Jeux (2000–2001)